# Isoperla conspicua
Isoperla conspicua är en bäcksländeart som beskrevs av Theodore Henry Frison 1935. Isoperla conspicua ingår i släktet Isoperla och familjen rovbäcksländor. Inga underarter finns listade i Catalogue of Life.